# Ацтек (Аризона)
Ацтек (англ. Aztec) — переписна місцевість (CDP) в США, в окрузі Юма штату Аризона. Населення — 2 особи (2020).

## Географія
Ацтек розташований за координатами 32°48′29″ пн. ш. 113°26′34″ зх. д. / 32.80806° пн. ш. 113.44278° зх. д. (32.808134, -113.442710).  За даними Бюро перепису населення США в 2010 році переписна місцевість мала площу 15,94 км², уся площа — суходіл.

## Демографія
Згідно з переписом 2010 року, у переписній місцевості мешкало 47 осіб у 12 домогосподарствах у складі 10 родин. Густота населення становила 3 особи/км².  Було 24 помешкання (2/км²).
Расовий склад населення:
| - 38,3 % — білих - 61,7 % — осіб інших рас |

До двох чи більше рас належало 0,0 %. Частка іспаномовних становила 91,5 % від усіх жителів.
За віковим діапазоном населення розподілялося таким чином: 46,8 % — особи молодші 18 років, 34,1 % — особи у віці 18—64 років, 19,1 % — особи у віці 65 років та старші. Медіана віку мешканця становила 25,5 року. На 100 осіб жіночої статі у переписній місцевості припадало 104,3 чоловіків;  на 100 жінок у віці від 18 років та старших — 78,6 чоловіків також старших 18 років.
Цивільне працевлаштоване населення становило 2 особи. Основні галузі зайнятості: сільське господарство, лісництво, риболовля — 100,0 %.